# Calmira
 (janvier 2014).
 (mai 2018).
Calmira est un environnement de bureau imitant le style de Windows 95, distribué sous les termes de la licence GNU GPL.
Cette interface graphique est très utilisée par les utilisateurs de Windows 3.1 dont l'ordinateur n'est pas assez puissant pour utiliser Windows 95, ou qui n'ont pas ou ne désirent pas installer ce système d'exploitation.
Pour utiliser des programmes Windows 95, les utilisateurs peuvent toujours utiliser Win32s.
Une nouvelle version de Calmira a récemment[Quand ?] vu le jour. Il s'agit de CalmiraXP, qui imite les graphismes de Windows XP.

## Histoire du Calmira
Un grand nombre de personnes utilisant encore Windows 3.1 étaient déçues par son gestionnaire de programmes, mais ne trouvaient paradoxalement pas d'autre interface concurrente, même payante.
En 1995 Li-Hsin Huang s'est mis à développer Calmira. La version 1.0 a été publié en 1997 et en 1998 Li-Hsin Huang a publié Calmira 2.0 puis a mis un terme à son développement.
Cette même année, Erwin Dokter a créé Calmira Team afin de poursuivre le développement de cet environnement de bureau. La première version de ce projet nommé Calmira II est Calmira II 3.0.
La dernière version de Calmira II est Calmira II 3.3.